# Frets on Fire
Frets on Fire — музыкальная игра, клон Guitar Hero, игрок в которую симулирует исполнение музыкальной композиции, нажимая клавиши компьютерной клавиатуры или специального контроллера синхронно с движущимися по экрану нотами. Frets on Fire заняла первое место в конкурсе по разработке игр на демопати Assembly в 2006 году.

## Игровой процесс
Игровой процесс Frets on Fire очень похож на Guitar Hero — игрок имитирует игру на гитаре. Существенное отличие Frets on Fire заключается в том, что она изначально создавалась с расчетом на клавиатуру, в то время как Guitar Hero использует гитарный контроллер — специальный геймпад в виде электрогитары. Для игры клавиатуру нужно держать как гитару, одной рукой нажимая на клавиши «ладов», а другой на клавиши «медиатора». Frets on Fire имеет поддержку джойстиков, что делает возможным и использование (через переходник PlayStation 2→PC) оригинальных контроллеров предназначенных для Guitar Hero.
В ходе игры на экране появляются цветные «ноты», синхронизированные с одной из партий музыкальной композиции (бас или соло гитары). Игрок должен вовремя «сыграть» эти ноты, нажав на соответствующий «лад» (по умолчанию клавиши от F1 до F5) и одновременно «ударив по струнам» клавишей Enter. При этом воспроизводится часть партии инструмента, если же игроку не удаётся попасть в «ноты», звучание инструмента прерывается. Каждые 10 правильно сыгранных «нот» увеличивают множитель очков, сбрасывающийся при первом же промахе.
К сожалению, большинство клавиатур не поддерживают правильное определение одновременного нажатия нескольких клавиш, не являющихся управляющими (Shift, Ctrl, Alt и др.). Это приводит к невозможности «сыграть» некоторые композиции на высоких уровнях сложности, где, к примеру, надо нажать F2, F3 и F4 одновременно. Частично решить проблему иногда можно, выбрав в качестве медиатора правый Shift (по умолчанию использован Enter; нетрудно выбрать и сразу обе клавиши.).
В версии 1.2.438 в игре появились ноты, играемые приёмом легато (англ. «hammer‐on» и «pull‐off», обычно сокращается как «HOPO»). Чтобы взять такую ноту, достаточно сыграть обычным образом предыдущую, а затем нажать «лад» HOPO ноты, «бить по струнам» при этом не обязательно. Реализация такого поведения содержала некоторое количество ошибок, которые были исправлены в версии 1.2.451.

## Модификации
Форматы файлов и условия лицензирования Frets on Fire дают большой простор для экспериментов и модификаций. Возможна замена графического оформления всех элементов игры, а также изменение игрового процесса. Для версии игры 1.2.324 существует модификация RF-mod (англ.), добавляющий в игру режимы игры для двух игроков на одном экране одновременно, поддержку выбора разных гитарных партий, более близкую к оригинальным играм Guitar Hero реализацию легато и множество мелких улучшений программного кода.

## Лицензия
Frets on Fire — игра с открытым исходным кодом, написанная на Python и распространяемая под GNU General Public License, хотя в её состав входят компоненты и с другими общедоступными лицензиями. Ресурсы игры содержат песни и некоторые шрифты, являющиеся проприетарными.